# Qiongthela yinggezui
Espèce
Qiongthela yinggezui est une espèce d'araignées mésothèles de la famille des Liphistiidae.

## Distribution
Cette espèce est endémique de Hainan en Chine. Elle se rencontre dans le xian de Qiongzhong.

## Description
Le mâle holotype mesure 13,60 mm et la femelle paratype 14,76, mm.

## Systématique et taxinomie
Cette espèce a été décrite par Yu, Liu, Zhang, Wang, Li et Xu en 2020.

## Étymologie
Son nom d'espèce lui a été donné en référence au lieu de sa découverte, Yinggezui.

## Publication originale
- Yu, Liu, Zhang, Wang, Li & Xu, 2020 : « Four new species of the primitively segmented spider genus Qiongthela from Hainan Island, China (Mesothelae, Liphistiidae). » ZooKeys, no 911, p. 51-66 (texte intégral).